# Owińska
Owińska is een plaats in het Poolse district  Poznański, woiwodschap Groot-Polen. De plaats is 10 km ten noorden van Poznan gelegen en maakt deel uit van de gemeente Czerwonak. Het telt 2500 inwoners.

## Geschiedenis
In Owińska was van 1828 tot 1939 een zwakzinnigeninrichting. De 1000 bewoners, zwakzinnige kinderen van vermogende ouders, werden in november 1939 door medewerkers van Tiergartenstrasse 4 vermoord. De medische leiding was toen in handen van dr. Rudolf Bartu. SS Sonderkommando Lange zorgde voor de bezetting van het instituut en voerde de moorden uit, vervolgens werd het gebouw gebruikt als Junkersschule SS en als Buitenkamp van concentratiekamp Groß-Rosen .

## Galerij

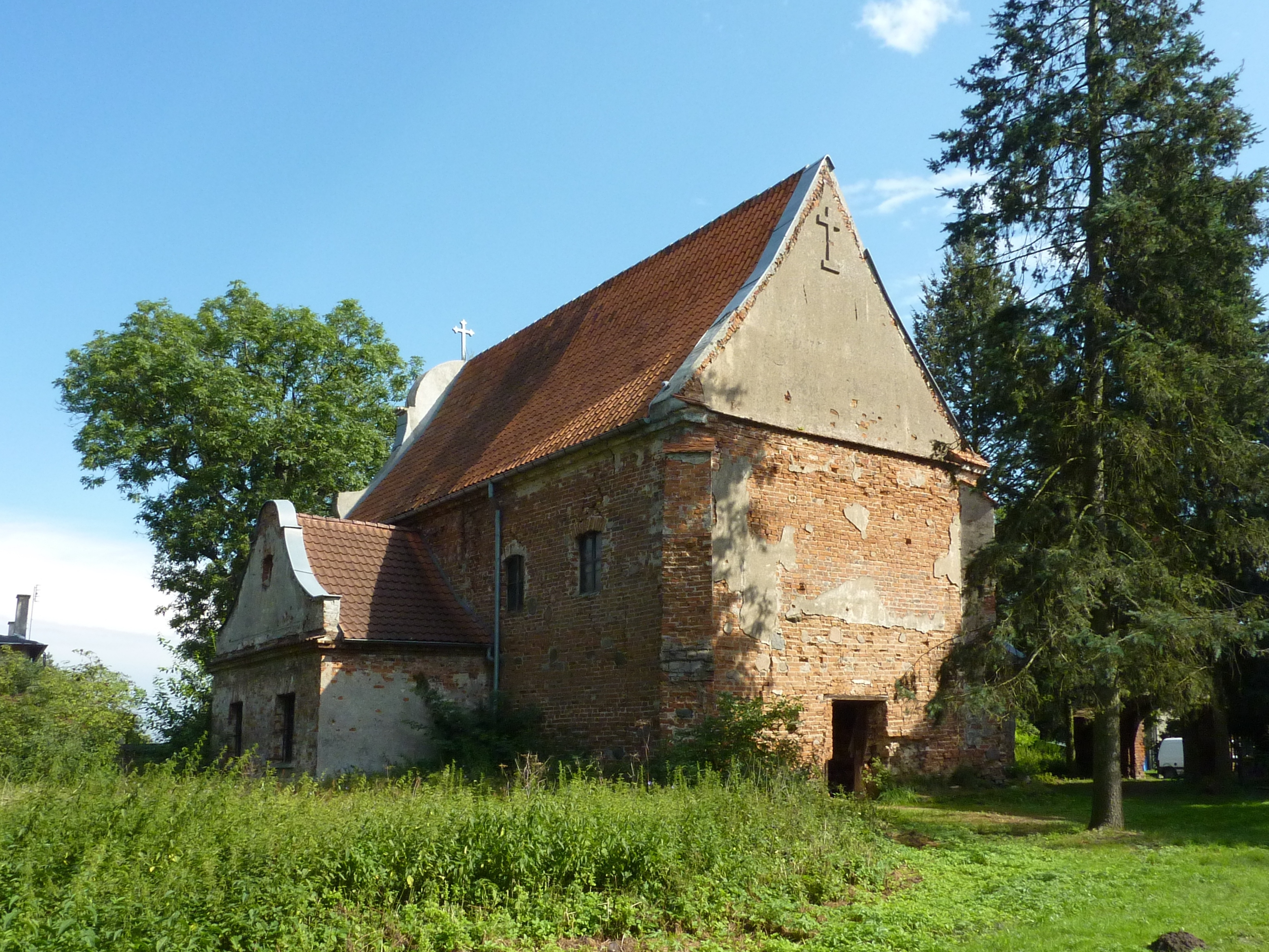
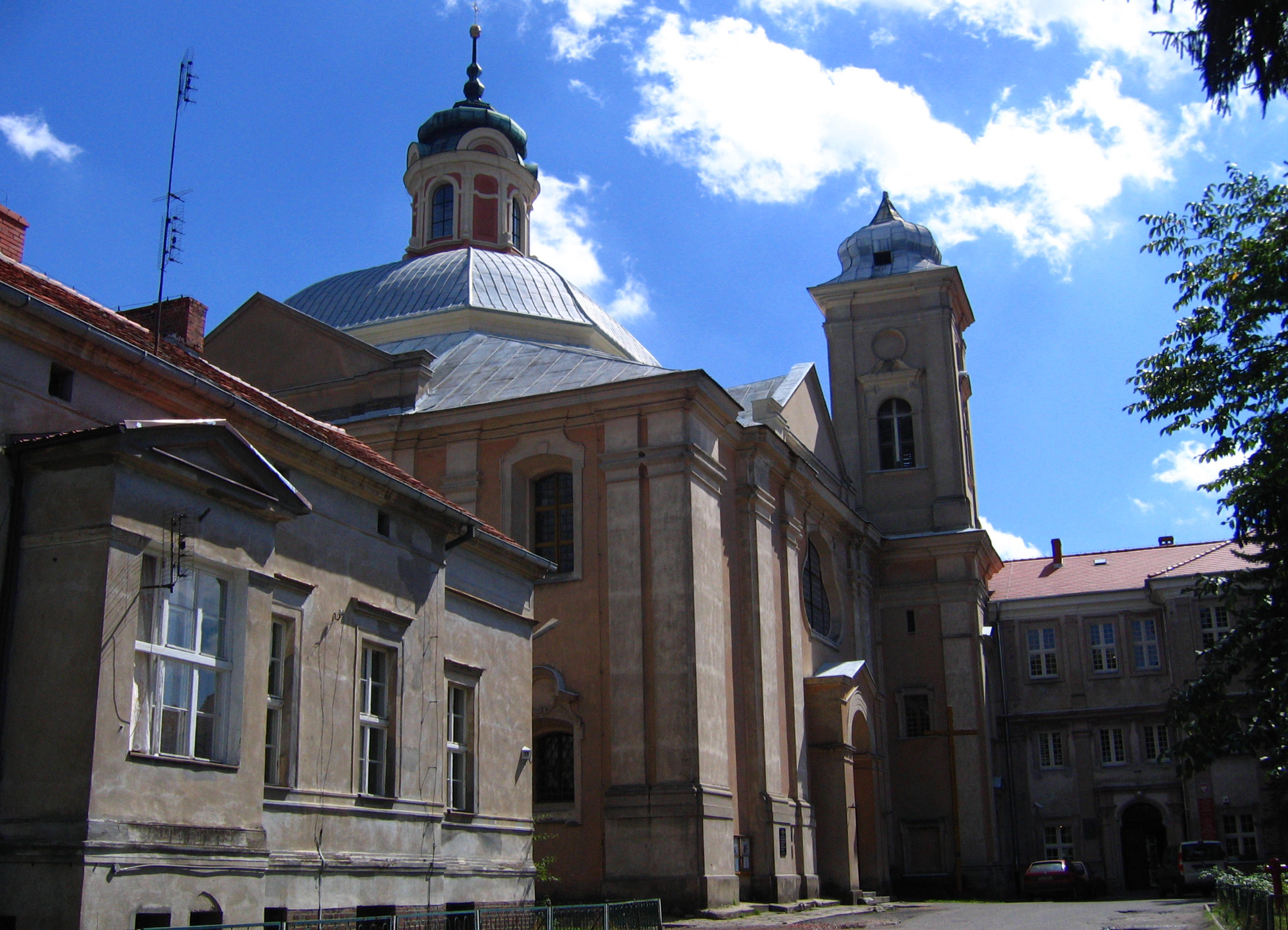
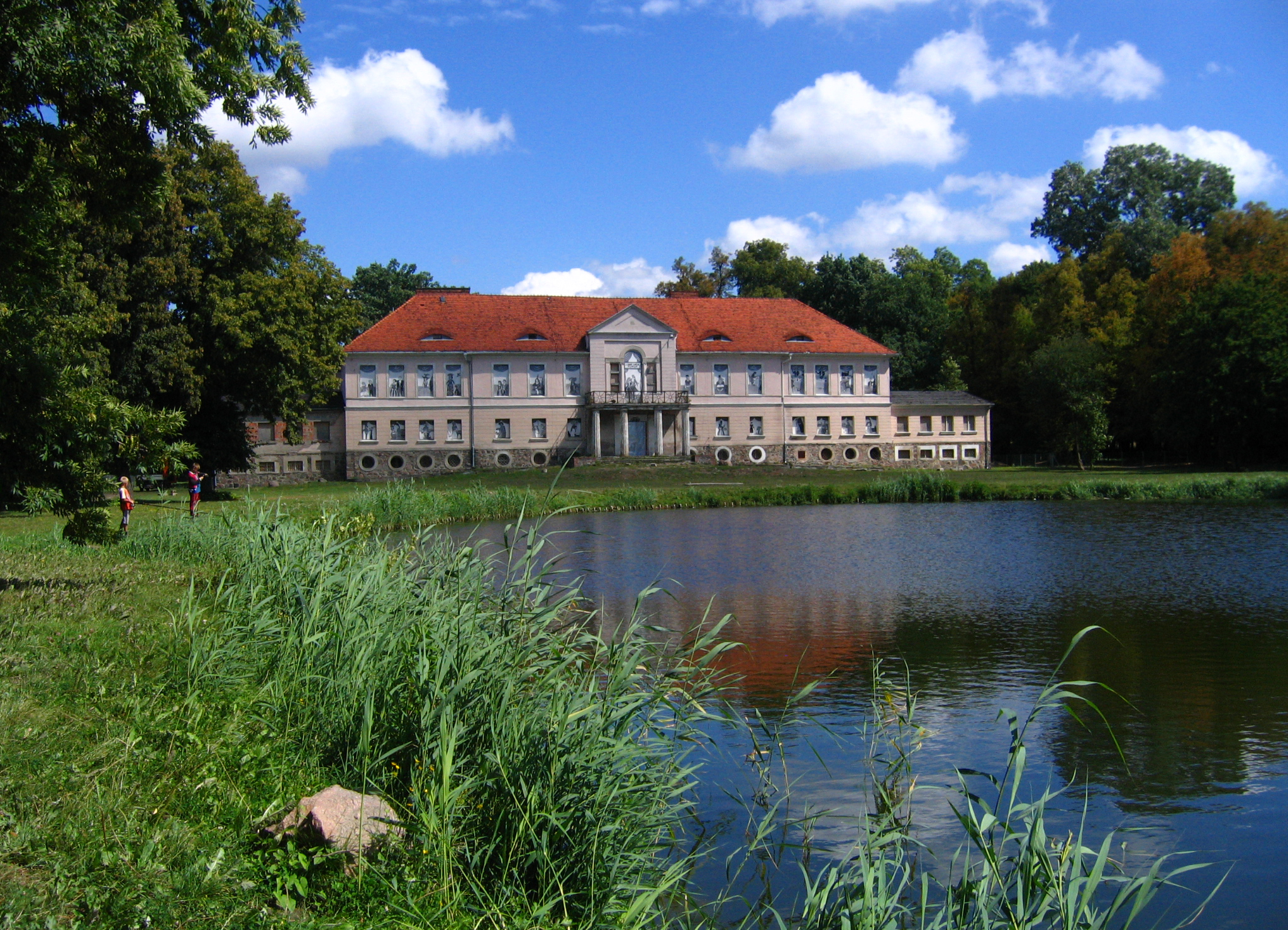
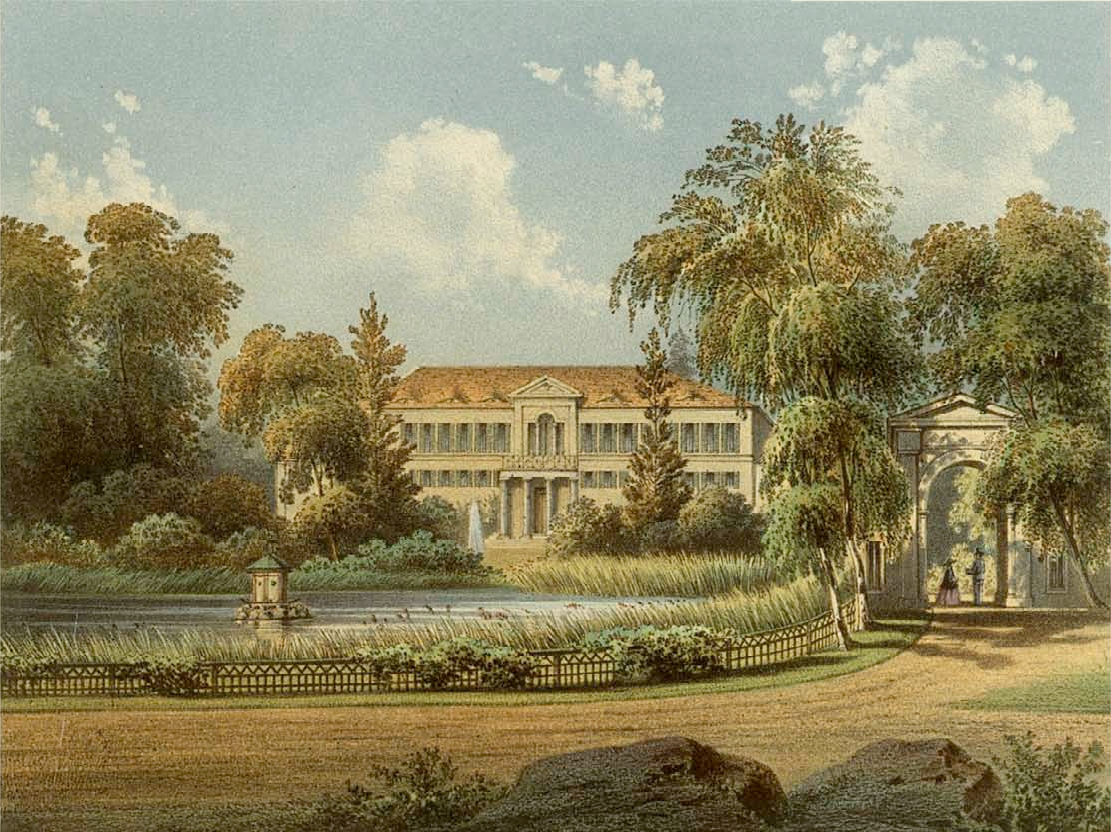
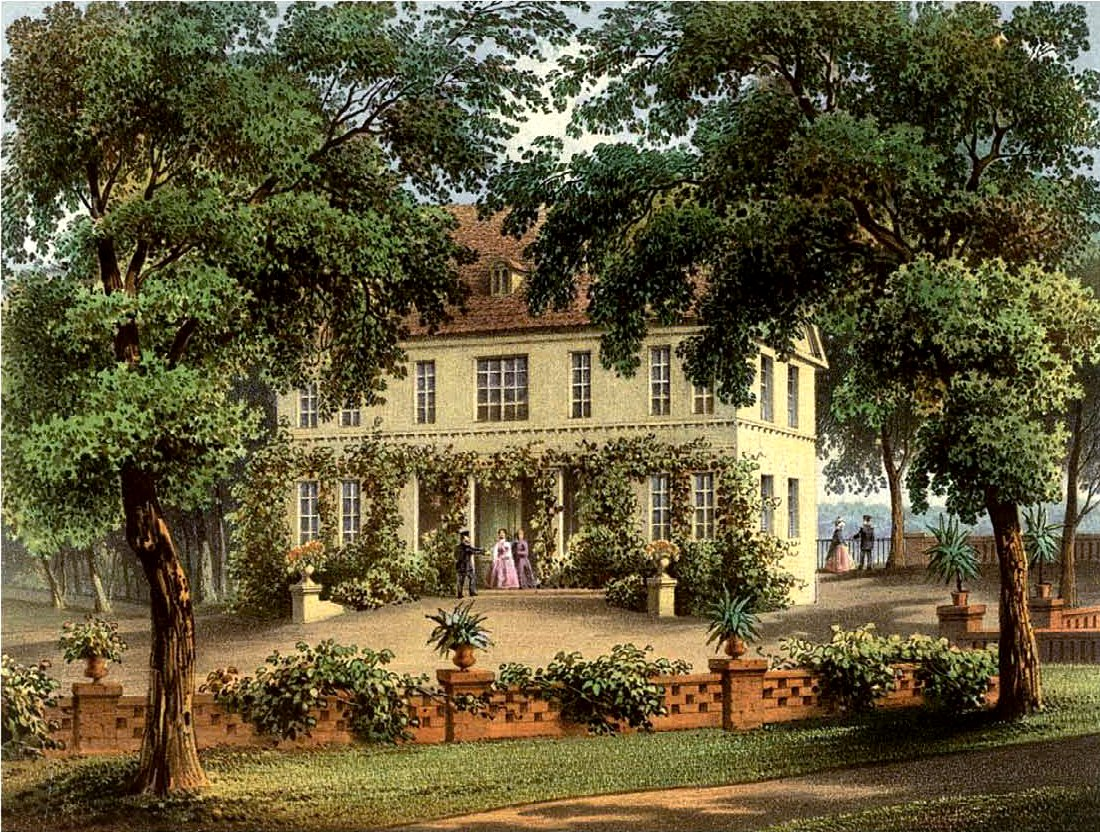
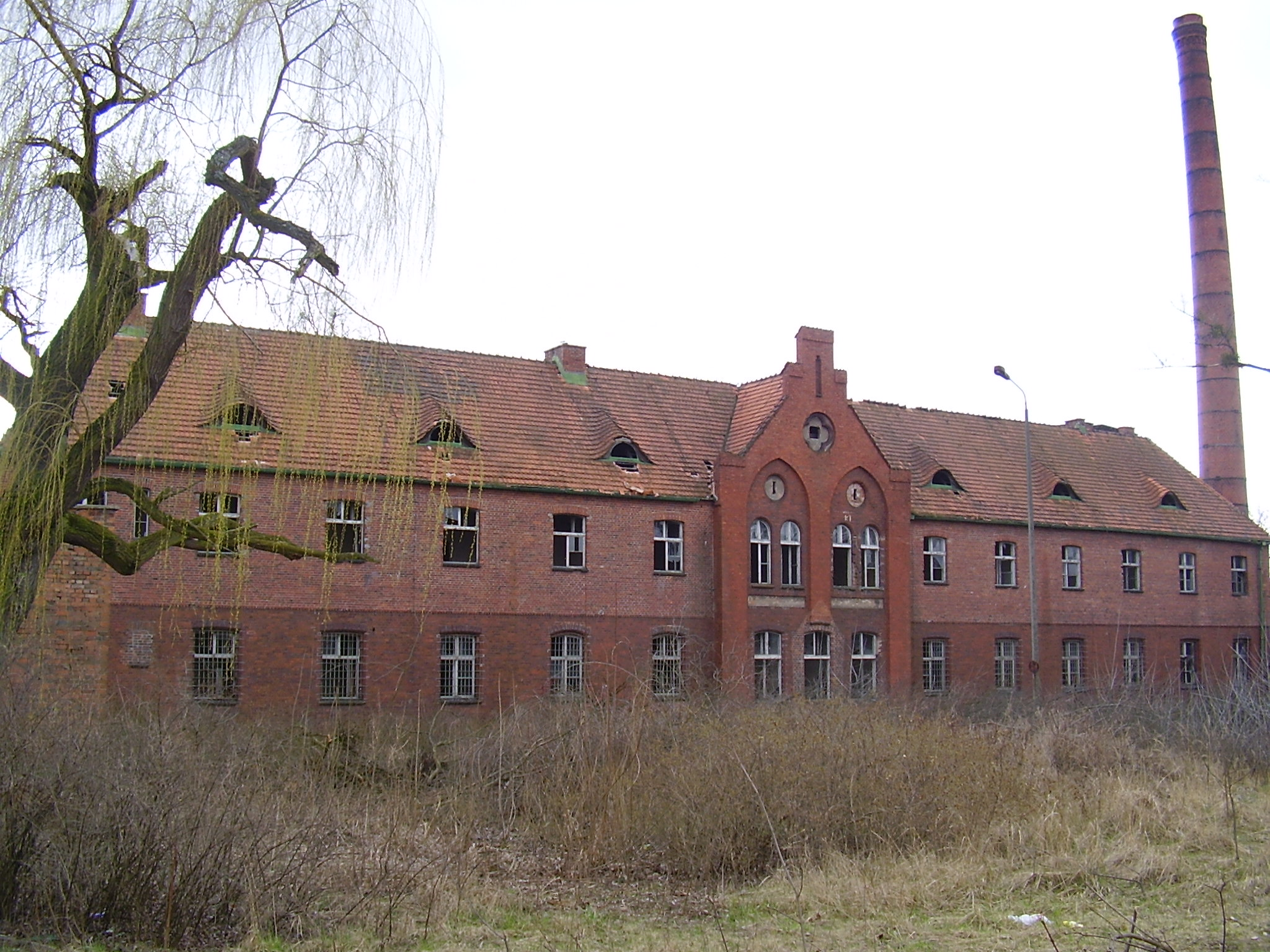